# Ruth Leuwerik
Ruth Leuwerik (Essen, 23 april 1924 - München, 12 januari 2016) was een Duitse actrice.

## Jeugd en opleiding
Ruth Leuwerik werd geboren in Essen als dochter van de zakenman Julius Martin Leeuwerik en zijn echtgenote Luise Leeuwerik-Sokolowski. Ze bezocht het lyceum in Münster. Later werkte ze als stenotypiste en nam privé-toneelonderricht.

## Carrière

### Als theater-actrice
Haar eerste verbintenissen waren aan het Westfälische Landestheater Paderborn en de Städtische Bühnen in Münster. Van 1947 tot 1949 speelde ze bij het Theater Bremen en het Theater Lübeck, van 1949 tot 1953 bij het Deutsche Schauspielhaus in Hamburg. In de periode 1950/1951 trad ze op in het Berlijnse Hebbel-Theater in het stuk Intermezzo van Jean Giraudoux. Haar laatste podiumrol speelde ze in 1955 als Eurydike in het gelijknamige stuk van Jean Anouilh bij het Düsseldorfer Schauspielhaus.

### Als filmactrice
Haar filmdebuut maakte ze in 1950 in de filmkomedie Dreizehn unter einem Hut, waarin ze een van de hoofdrollen speelde, samen met Volker von Collande en Inge Landgut. Ze was ingevallen voor een zieke collega. In 1951 synchroniseerde ze Maureen O'Hara in Riff-Piraten. Dankzij bemiddeling door een vriend werd ze voorgesteld aan Dieter Borsche, die haar de eerste grote rol als filmpartner aanbood in de komedie Vater braucht eine Frau (1952). Dankzij het succes bij de bioscopen acteerden beiden vervolgens in de film Die große Versuchung. Dankzij het succes van beide films werden Ruth Leuwerik en Dieter Borsche het filmduo van de jaren 1950. Later stonden ze in Königliche Hoheit en Königin Luise weer samen voor de camera.
Haar feitelijke doorbraak begon in 1953 met vier bioscoop-producties. Naast het melodrama Ein Herz spielt falsch met O.W. Fischer, vertolkte ze de hoofdrol in de komedie Muß mann sich gleich scheiden lassen?, de boekverfilming Königliche Hoheit en de familiesage Geliebtes Leben, die de ontwikkeling van een vrouw over verschillende decaden beschrijft. Voor haar representatieve prestatie in deze film werd ze in 1954 onderscheiden met het Zilveren Filmband als beste vertolkster. Ze speelde zeer vaak in kostuumfilms, waaronder Geliebtes Leben en Ludwig II met O.W. Fischer. Ze stond ook veelvuldig voor de camera voor bewerkingen van literaire werken, waaronder Effi Briest (Theodor Fontane), verfilmd onder de titel Rosen im Herbst met Leuwerik in de hoofdrol en in de titelrol van Dorothea Angerman in het gelijknamige toneelspel.
Haar carrière, die medio jaren 1950 iets in het slop raakte, kreeg dankzij de populaire films Die Trapp-Familie en Die Trapp-Familie in Amerika rondom barones Maria Augusta von Trapp, onder regie van Wolfgang Liebeneier, een nieuwe stimulans. Onder dezelfde regisseur ontstond het drama Taiga, waarin ze een dappere arts speelt in een krijgsgevangenenkamp in Siberië. Haar populariteit bij vrouwelijke bioscoopbezoekers had ze te danken aan het feit, dat ze vaak rollen speelde van onafhankelijke, succesvolle vrouwen met eigen ideeën en voorstellingen van het leven, zoals in de komedie Die ideale Frau (1959).
In het begin van de jaren 1960 verminderde haar populariteit. In Liebling der Götter wist ze wel acterend te overtuigen, maar de ambitieuze filmbiografie voldeed niet aan de verwachtingen. De film Die Rote (1962), naar de gelijknamige roman van Alfred Andersch, kwam zowel bij het publiek als de critici niet goed aan. Na de film Das Haus in Montevideo met Heinz Rühmann trok ze zich in 1963 uit de filmbusiness terug voor meerdere jaren. Ze was echter wel regelmatig te zien in tv-producties, zoals in de meerdelige serie Die Buddenbrooks, waarin ze de consul Betsy Buddenbrooks speelde. In 1978 werd ze onderscheiden met het Gouden Filmband voor haar langjarige en voortreffelijke werk voor de Duitse film.

## Privéleven en overlijden
In 1949 was Ruth Leuwerik een korte periode getrouwd met de acteur Herbert Fleischmann en van 1965 tot 1967 met de zanger Dietrich Fischer-Dieskau. Tot aan haar dood op 12 januari 2016 leefde ze teruggetrokken in München met haar derde echtgenoot, de oogarts Heinz Purper. Ze werd bijgezet op het Nymphenburger kerkhof in het stadsdeel Neuhausen-Nymphenburg. Ze werd 91 jaar.

## Onderscheidingen
- 1953: Bambi – Duitse actrice (samen met Maria Schell)
- 1954: Zilveren Filmband (beste hoofdrolspeelster) voor Geliebtes Leben
- 1956: Lidmaatschap van de Akademie der Darstellenden Künste Hamburg
- 1958: Golden Gate Award van de Internationalen Filmfestspiele San Francisco voor Taiga
- 1958: Prijs van de Bundes der Heimatvertriebenen voor Taiga
- 1958: Gouden/Bronzen Bravo Otto
- 1959: Gouden Bravo Otto
- 1959–1962: Bambi – Duitse actrice
- 1960: Zilveren Bravo Otto
- 1961: Blue Ribbon Award voor Die Trapp Familie
- 1961/62: Gouden Bravo Otto
- 1963: Zilveren Bravo Otto
- 1974: Verdienstkreuz 1. Klasse (waarderingsorde van de Bondsrepubliek Duitsland)
- 1978: Gouden Filmband voor het langjarig en voortreffelijk presteren in de Duitse film
- 1978: Bayerischer Verdienstorden
- 1980: Großes Verdienstkreuz van de Bondsrepubliek Duitsland
- 1991: Bayerischer Filmpreis (ereprijs)
- 2000: DIVA – Duitse amusementsprijs
- 2004: Gouden Medaille München leuchtet
- 2010: Ster op de Boulevard der Stars in Berlijn

## Filmografie
- 1950: Dreizehn unter einem Hut
- 1952: Vater braucht eine Frau
- 1952: Die große Versuchung
- 1953: Ein Herz spielt falsch
- 1953: Muß man sich gleich scheiden lassen?
- 1953: Geliebtes Leben
- 1953: Königliche Hoheit
- 1954: Bildnis einer Unbekannten
- 1955: Ludwig II.
- 1955: Geliebte Feindin
- 1955: Rosen im Herbst
- 1956: Die goldene Brücke
- 1956: Die Trapp-Familie
- 1957: Königin Luise
- 1957: Auf Wiedersehen, Franziska!
- 1957: Immer wenn der Tag beginnt
- 1958: Taiga
- 1958: Die Trapp-Familie in Amerika
- 1959: Dorothea Angermann
- 1959: Die ideale Frau
- 1959: Ein Tag, der nie zu Ende geht
- 1960: Auf Engel schießt man nicht
- 1960: Liebling der Götter
- 1960: Eine Frau fürs ganze Leben
- 1961: Die Stunde, die du glücklich bist
- 1961: Der Traum von Lieschen Müller
- 1962: Die Rote
- 1963: Elf Jahre und ein Tag
- 1963: Das Haus in Montevideo
- 1963: Ein Alibi zerbricht
- 1970: Und Jimmy ging zum Regenbogen
- 1977: Unordnung und frühes Leid

## Televisie

### Optredens als actrice
- 1963: Hedda Gabler
- 1965: Ninotschka
- 1970: Das weite Land
- 1974: Der Kommissar (aflevering Der Segelbootmord)
- 1976: Meine beste Freundin
- 1978: Derrick (aflevering Ein Hinterhalt)
- 1979: Die Buddenbrooks (11-delige tv-serie)
- 1980: Kaninchen im Hut und andere Geschichten met Martin Held
- 1983: Derrick (aflevering Der Täter schickte Blumen)

### Verdere tv-klussen
- 1955: Was bin ich? (tv-serie, als eregast)
- 1965: Ruth Leuwerik (documentatie)
- 1969: Stars in der Manege (medewerker in het circus Krone)
- 1976: Dalli Dalli (tv-spelshow – als kandidate)
- 1981: Bitte umblättern (documentatie binnen het magazine)
- 1997: Denk ich an Deutschland … – Das Wispern im Berg der Dinge (documentatie)
- 2005: Filmlegenden. Deutsch (documentatie)
- 2008: Heimat – Deine Filme: Der Traum vom Paradies (documentatie)
- 2009: Ruth Leuwerik erzählt (korte documentatie)

## Theateroptredens
- 1942/43 (Westfälisches Landestheater Paderborn)
  - Das blinde Herz (als Prinses Charlotte)
  - Der zerbrochene Krug
  - Die große Nummer
  - Der blaue Heinrich
  - Zwischen Stuttgart und München
  - Meine Nichte – Deine Nichte
- 1943/44 (Städtische Bühnen Münster)
  - Spuren im Schee
  - Geographie und Liebe
  - Das Konzert
  - Der Freier
  - Ingeborg
  - Der Raub der Sabinerinnen
  - Mit meinen Augen
- 1945/46 (Städtische Bühnen Münster)
  - Was ihr wollt
  - Der Mann mit den grauen Schläfen (als Sabine)
  - Das Glas Wasser (als Abigail)
  - Urfaust (als Gretchen)
  - Quartett (als Marianne)
- 1946/47 (Städtische Bühnen Münster)
  - Ein Sommernachtstraum (als Titania)
  - Eurydike (als Eurydike)
  - Nathan der Weise (als Recha)
  - Das Abgründige in Herrn Gerstenberg (als Lieschen Meiners)
  - Jedermann (als Gute Werke)
- 1947/48 (Bremer Kammerspiele)
  - Ein Strich geht durchs Zimmer (als Ljudmilja)
  - Robinsons Abenteuer (als Muschi (apenkind))
  - Die Stadt ist voller Geheimnisse (als jong meisje)
  - Philine (als Philine)
  - Eine kleine Stadt (als Emely Webb)
  - Der Lügner (als Colombina)
- 1948/49 (Bühnen der Hansestadt Lübeck)
  - Das Lied der Taube (als Sally Middleton)
  - Das Grab des unbekannten Soldaten (als Aude)
  - Der Lügner und die Nonne (als Angela)
  - Der Herr im Haus (als Mary Skinner)
- 1948/49 (Deutsches Schauspielhaus Hamburg)
  - Ballade vom Eulenspiegel, vom Federle und von der dicken Pompanne (als Federle)
  - Faust I. (als Gretchen)
  - Improvisation im Juni (als Olga)
- 1949/50 (Deutsches Schauspielhaus Hamburg)
  - Mädchen in Uniform (als Manuela von Meinhardis)
  - Montserrat (als Eléna)
  - Romanze im Schloß (als Jeanette Martini)
  - Der gläserne Storch oder Es hat alles sein Gutes (als Prinses Jaschma)
  - Die Irre von Chaillot (als Irma)
  - Medea (als Kreusa)
  - Was ihr wollt (als Viola)
- 1950/51 (Deutsches Schauspielhaus Hamburg)
  - Intermezzo (als Isabelle)
  - Der Hauptmann von Köpenick (als ziek meisje)
- 1950/51 (Hebbel-Theater Berlin)
  - Intermezzo (als Isabelle)
  - Dantons Tod (als Lucile)
- 1951/52 (Deutsches Schauspielhaus Hamburg)
  - Vor Sonnenuntergang (als Inke Peters)
  - König Lear (als Cordelia)
  - Der Teufel und der liebe Gott (als vrouw)
  - Das nackte Leben (als Fanny)
  - Die Liebe unter den vier Obersten (als Gute Fee)
- 1952/53 (Deutsches Schauspielhaus Hamburg)
  - Und Pippa tanzt (als Pippa)
  - Wie es euch gefällt (als Rosalinde)
- 1955 (Deutsches Schauspielhaus Düsseldorf)
  - Eurydike (als Eurydike)

## Hoorspelen
- 1948: Die Überfahrt
- 1948: Die große Katharina
- 1948: Winterballade
- 1948: Schießbudenfiguren
- 1948: Ein Don Juan
- 1948: Oberst Charbert
- 1949: Faust I
- 1949: Nach Damaskus
- 1950: Der Tote
- 1950: Götter, Gräber und Gelehrte
- 1950: Der späte Kunde
- 1950: Die Todestrommel
- 1951: Emilia Galotti
- 1952: Unser Gartenzimmer
- 1952: Das Genie von Vinci
- 1952: Zwischen Start und Ziel
- 1953: Eine Träne des Teufels
- 1975: Cécile (deel 1)
- 1975: Cécile (deel 2)

- Biblioteca Nacional de España: XX5079705
- Bibliothèque nationale de France: cb146883276 (data)
- Gemeinsame Normdatei: 118727885
- International Standard Name Identifier: 0000 0001 1946 7178
- Library of Congress Control Number: no2004094159
- Nationale Bibliotheek van Tsjechië: pna2004259242
- Nationale Bibliotheek van Israël: 987007422938705171
- Nederlandse Thesaurus van Auteursnamen: 401595617
- Istituto Centrale per il Catalogo Unico: BCTV006801
- Système universitaire de documentation: 086538497
- Virtual International Authority File: 12568439
- WorldCat: E39PBJwtrhGdYJfPPytMDxVKVC